# 钳二乡
钳二乡是中国陕西省延安市富县下辖的一个乡。

## 行政区划
钳二乡下辖以下行政区：
钳二村、小渭村、马伏头村、上古堆村、下古堆村、李尧科村、闫村、卜巷村、永川府村、王乐村、东陈超村、西陈超村、上良村、下良村、东太奇村、西太奇村、上杜宜村、下杜宜村、姚家塬村、孙家塬村、石家河村、杨家河村